# پیرکا-پکا پتلیوس
پیرکا-پکا پتلیوس (فنلاندی: Pirkka-Pekka Petelius؛ زادهٔ ۳۱ مهٔ ۱۹۵۳) بازیگر، کارگردان، تهیه‌کننده فیلم، فیلم‌نامه‌نویس و نمایندهٔ مجلس اهل فنلاند است. وی از سال ۱۹۷۵ میلادی تاکنون مشغول فعالیت بوده‌است.
از فیلم‌هایی که وی در آن‌ها نقش داشته‌است، می‌توان به اعتیاد و شاهدخت اشاره نمود.